# Chlorionidea flava
Chlorionidea flava är en insektsart som beskrevs av Löw 1885. Chlorionidea flava ingår i släktet Chlorionidea och familjen sporrstritar. Inga underarter finns listade i Catalogue of Life.